# Łuczanky
Łuczanky (ukr. Лучанки) – wieś na Ukrainie, w obwodzie żytomierskim, w rejonie owruckim, nad Sławieczną. W 2001 roku liczyła 545 mieszkańców.